# 1912 en Nouvelle-Écosse
Chronologie de la Nouvelle-Écosse
- 1908
- 1909
- 1910
- 1911
- 1912
- 1913
- 1914
- 1915
- 1916

Cette page concerne des événements d'actualité qui se sont produits durant l'année 1912 dans la province canadienne de la Nouvelle-Écosse.

## Politique
- Premier ministre : George H. Murray
- Chef de l'Opposition :
- Lieutenant-gouverneur : James Drummond McGregor
- Législature :

## Naissances
- 13 avril : Frank William « Flash » Hollett, né à North Sydney - mort le 20 avril 1999, était un joueur de hockey sur glace évoluant en Ligue nationale de hockey.